# Pingnan (Guigang)
Der Kreis Pingnan (chinesisch 平南县, Pinyin Píngnán Xiàn; Zhuang Bingznanz Yen) ist ein Kreis der bezirksfreien Stadt Guigang im chinesischen Autonomen Gebiet Guangxi. Der Kreis hat eine Fläche von 2.984 Quadratkilometern und zählt 1.198.400 Einwohner (Stand: 2018). Sein Hauptort ist die Großgemeinde Pingnan (平南镇).

## Administrative Gliederung
Auf Gemeindeebene setzt sich der Kreis aus siebzehn Großgemeinden und vier Gemeinden (davon zwei der Yao) zusammen. 